# Joey Pollari
Joseph Pollari (9 de abril de 1994) es un actor estadounidense, conocido por su papel de Lyle en Love, Simon, Tyler en la película original de Disney XD, Skyrunners, y Eric Tanner en la serie, American Crime.

## Biografía
Pollari comenzó su carrera como actor, cuando asistió a un evento de exploración en el centro de Minneapolis con su madre. Recibió callbacks al día siguiente de los agentes que lo querían representar. Pollari tomó clases de actuación en Stagecoach Theatre Arts. Pollari ha aparecido en producciones teatrales en el Teatro Guthrie en Minneapolis, el Centro de Ordway para las Artes Escénicas en Saint Paul, y "SteppingStone Theatre for Youth Development", también en Saint Paul.
El 30 de abril de 2006, Pollari apareció como un vendedor de periódicos en "The Hen House", y en un episodio de la serie de televisión policial Cold Case. The Walt Disney Company lo eligió para Skyrunners, una película de Disney XD original acerca de dos hermanos que tropiezan con una nave espacial buscada por los agentes del FBI y los extraterrestres. La película, que se rodó en Nueva Zelanda, se estrenó en Disney XD el 27 de noviembre de 2009. Pollari tenía 15 años cuando se emitió por primera vez. su coestrella en la película, Kelly Blatz, un amigo de mucho tiempo de Pollari, dijo que Pollari creció y su voz cambió y todo lo demás, durante el rodaje de Skyrunners.
En 2018, Pollari tuvo un papel principal en la comedia romántica gay Love, Simon como Lyle, uno de los posibles novios de Simon.

## Vida personal
Pollari nació en Minnesota. Comenzó su carrera como actor cuando asistió a un evento de exploración en el centro de la ciudad de Minneapolis con su madre. Recibió llamadas al día siguiente de agentes que querían representarlo. Pollari dio clases de actuación en teatros locales. Es abiertamente gay, habiendo salido del armario a los 18 años con sus amigos y familia.

## Filmografía

### Películas
| Año  | Película                      | Rol         |
| ---- | ----------------------------- | ----------- |
| 2009 | Skyrunners                    | Tyler Burns |
| 2010 | Avalon High                   | Miles       |
| 2012 | Profile of a Killer           | David Jenks |
| 2014 | Ethereal                      | Asher       |
| 2014 | Eden                          | Georgie     |
| 2018 | Love, Simon                   | Lyle        |
| 2019 | The Obituary of Tunde Johnson | Charlie     |

### Televisión
| Año  | Título           | Rol                    |
| ---- | ---------------- | ---------------------- |
| 2006 | Cold Case        | Vendedor de periódicos |
| 2012 | The Inbetweeners | Will Mackenzie         |
| 2012 | Up All Night     | Mark                   |
| 2014 | Major Crimes     | Wesley Grant           |
| 2015 | Take It from Us  | Blake                  |
| 2016 | American Crime   | Eric Tanner            |